# Hyphaene thebaica
La palmera de la Tebaida o palmera dum (Hyphaene thebaica), es una especie de palmera en la subfamilia Coryphoideae.

## Descripción
Hyphaene thebaica es un tipo de palmera de varios troncos (estípites) y frutos ovalados y comestibles. Es originaria del Valle del Nilo a Egipto y Sudán y en zonas de ribera al noroeste de Kenia. En el Antiguo Egipto esta palmera se solía usar por sus frutos, su fibra y su hoja, sin embargo la palmera datilera no era autóctona de Egipto y solo daba dátiles si se podía polinizar.

## Usos

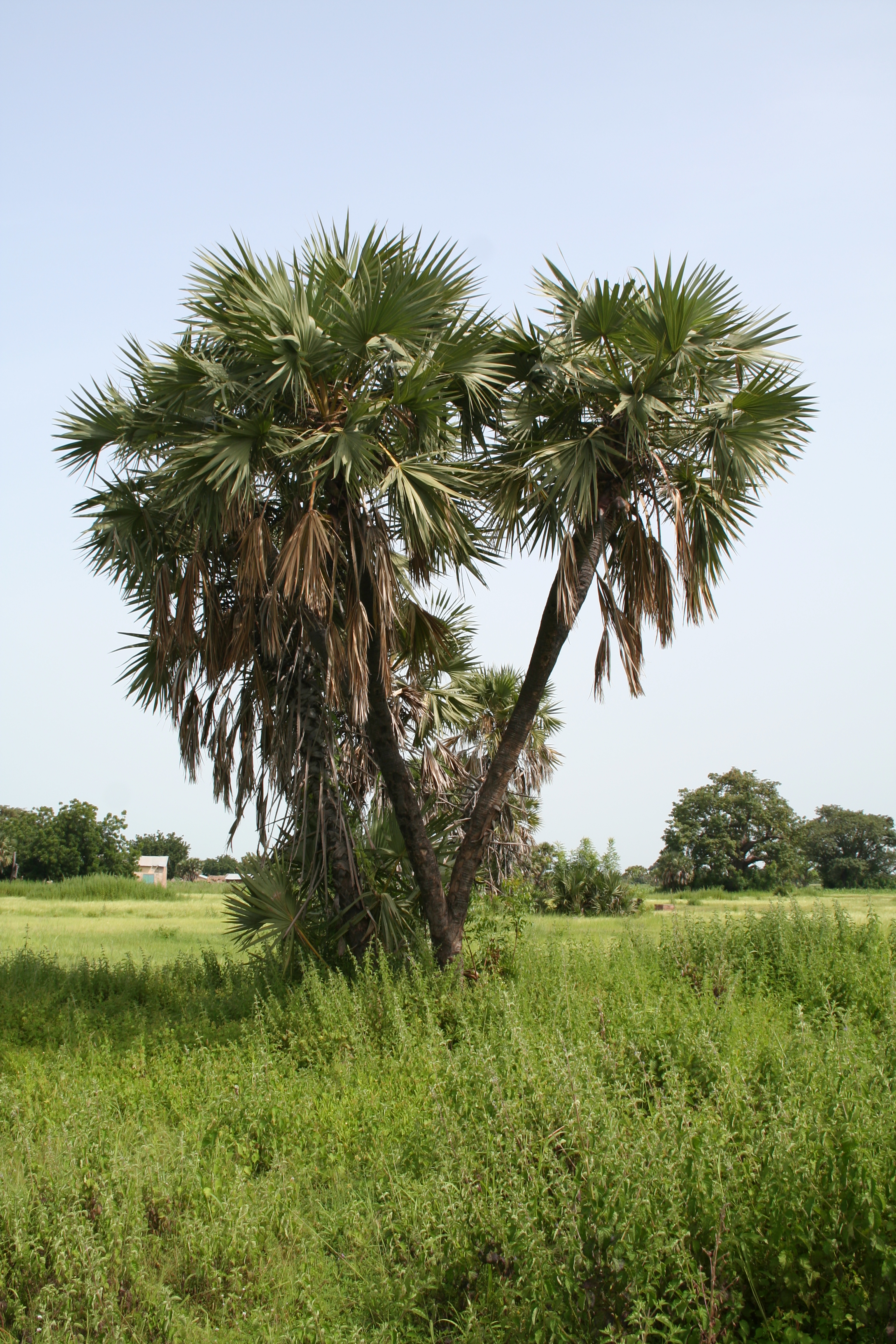
Hyphaene thebaica -

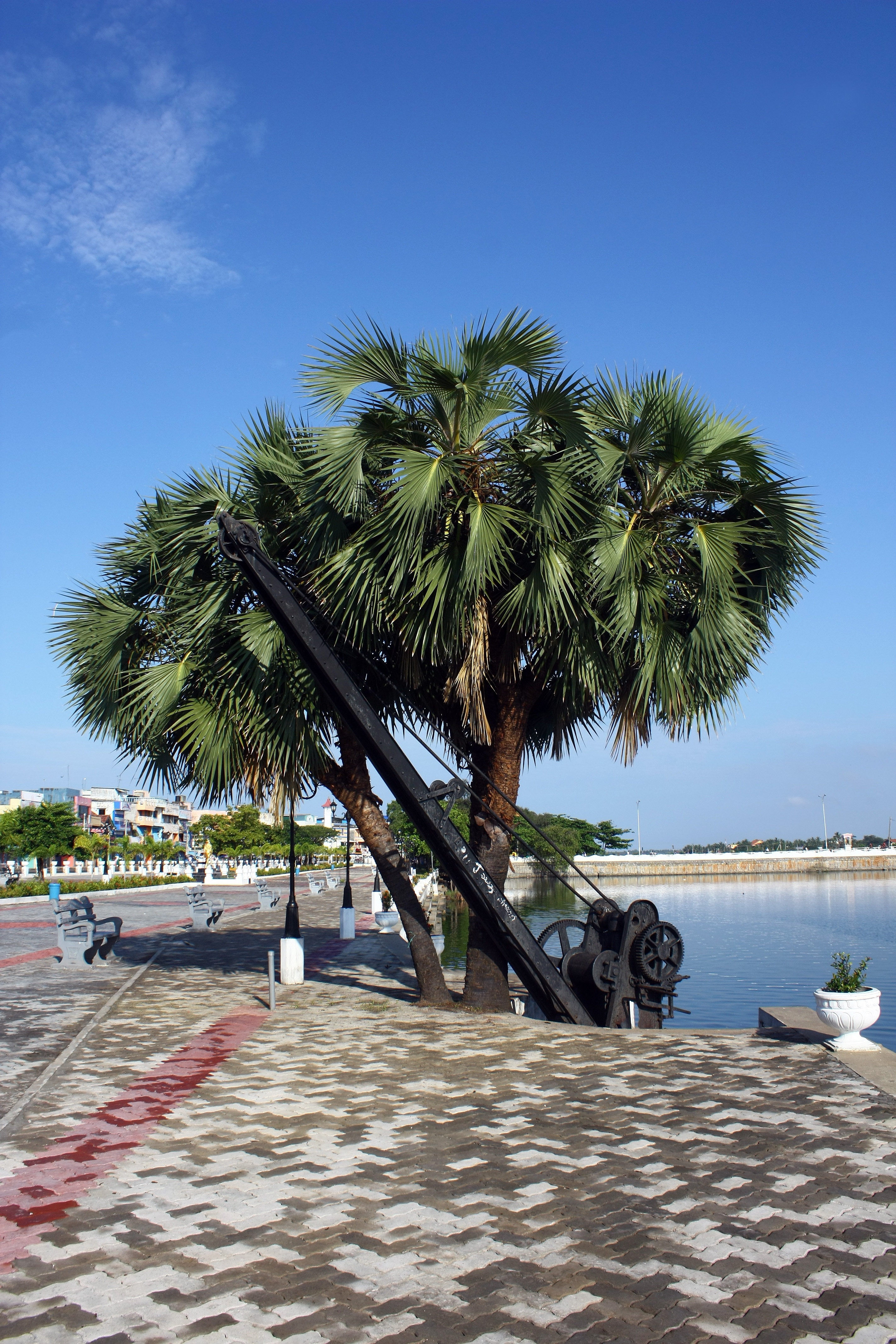
Vista de la planta

Su fibra y hojas eran usadas por los habitantes del valle del Nilo para hacer todo tipo de cestas.

### En las tumbas sagradas
Era considerada sagrada en el Antiguo Egipto y su semilla se ha encontrado en numerosas tumbas de faraones. En septiembre de 2007 se anunció que se habían encontrado ocho cestas, hechas con esta palmera, de 3000 años de edad en la tumba de Tutankamón. Los frutos se ofrecían tradicionalmente en los enterramientos.

### Dátiles
Los frutos de la palmera dum, los dátiles, se usan en pastelería y dulces. Aun cuando están crudos son comestibles, los brotes germinados de las semillas se comen como verdura.

## Taxonomía
Hyphaene thebaica fue descrita por (Carolus Linnaeus) Carl Friedrich Philipp von Martius y publicado en Historia Naturalis Palmarum 3: 225–226, pl. 131–133, en el año 1839.
Etimología
Hyphaene: nombre genérico que proviene de Hyphaino = "entrelazar", en referencia a las fibras en la pared del fruto.
thebaica: epíteto geográfico que alude a su localización en Tebas.
Sinonimia
- Chamaeriphes crinita (Gaertn.) Kuntze
- Chamaeriphes thebaica (L.) Kuntze
- Corypha thebaica L.
- Cucifera thebaica (L.) Delile
- Douma thebaica (L.) Poir.
- Hyphaene baikieana Furtado
- Hyphaene crinita Gaertn.
- Hyphaene dahomeensis Becc.
- Hyphaene dankaliensis Becc.
- Hyphaene nodularia Becc.
- Hyphaene occidentalis Becc.
- Hyphaene santoana Furtado
- Hyphaene sinaitica Furtado
- Hyphaene togoensis Dammer ex Becc.
- Hyphaene tuleyana Furtado
- Palma thebaica (L.) Jacq.[8]